# كلود ألين
كلود ألين (بالإنجليزية: Claude Allen)‏ هو سياسي أمريكي، ولد في 11 أكتوبر 1960 في فيلادلفيا في الولايات المتحدة. حزبياً، نشط في الحزب الجمهوري.